# São Domingos (Goiás)
| São Domingos                      | São Domingos |
| --------------------------------- | --- |
|                                   | |
| Wappen                            | Flagge |
| Wappen von São Domingos unbekannt | Flagge von São Domingos unbekannt |
| Karten                            | |
|                                   | |
| Basisdaten                        | |
| Staat:                            | Brasilien (BRA) |
| Verwaltungsgliederung:            | Mittelwesten |
| Bundesstaat:                      | Goiás (GO) |
| Mesoregion:                       | Ost-Goiás |
| Mikroregion:                      | Vão do Paranã |
| Distanz zu Goiânia:               | 658 km |
| Geografische Lage:                | 13° 24′ S, 46° 19′ W |
| Angrenzende Gemeinden:            | Divinópolis de Goiás, Campos Belos, São Desidério, Correntina, Guarani de Goiás, Iaciara de Goiás, Monte Alegre de Goiás, Nova Roma. |
| Zeitzone:                         | UTC−3 Sommer: UTC−2 |
| Fläche:                           | 3.295,558 km² |
| Einwohner:                        | 11.236 |
| Bevölkerungsdichte:               | 3,4 Einwohner / km² |
| Höhe:                             | 677 m ü. NN |
| Telefonvorwahl:                   | +5562 |
| Postleitzahl (CEP):               | 73860-000 |
| Adresse der Stadtverwaltung:      | |
| Offizielle Website:               | www.saodomingos.go.gov.br |
| E-Mail-Adresse:                   | |
| Jahrestag:                        | 14. Oktober |
| Gemeindegründung:                 | 1854 |
| Politik                           | |
| Bürgermeister:                    | Oldemar de Almeida Pinto Filho (PMDB), (2009–2012)                                                                                   |
| Vize-Bürgermeister:               | Domingos Jacinto Oliveira Neto (PT), (2009–2012)                                                                                     |

São Domingos ist eine im Mittelwesten (Região Central-Oeste) von Brasilien liegende politische Gemeinde und Kleinstadt im Bundesstaat Goiás in der Mesoregion Ost-Goiás und in der Mikroregion Vão do Paranã. Sie liegt nordnordöstlich der brasilianischen Hauptstadt Brasília und nordöstlich von Goiânia, der Hauptstadt des Bundesstaates.

## Geographische Lage
São Domingos liegt im Nordosten von Goiás im zentralbrasilianischen Bergland auf 677 Metern und auf der rechten Seite des der Region namensgebenden Flusses, dem Rio Paranã. Die Ostgrenze der Gemeinde verläuft entlang der Wasserscheide der Bergkette Serra Geral de Goiás, welche die Grenze bildet zwischen den Flusssystemen Rio São Francisco und Rio Tocantins.
São Domingos grenzt
- im Norden an Divinópolis de Goiás und Campos Belos
- Im Osten an São Desidério, Correntina (beide in Extremo Oeste Baiano, BA)
- im Süden an Guarani de Goiás und Iaciara de Goiás
- im Westen an Monte Alegre de Goiás und Nova Roma

## Wirtschaft
Die Wirtschaft von Sâo Domingos basiert vorwiegend auf der Landwirtschaft. Das örtliche Kraftwerk erzeugt 95 % der elektrischen Energie für die Region.
Die vielen Wasserfälle, Höhlen und Grotten der Serra Geral de Goiás sowie die koliniale Architektur ziehen viele Touristen nach São Domingos.